# Macropus dorsalis
Macropus dorsalis är en pungdjursart som först beskrevs av Alan Maurice Gray 1837. Macropus dorsalis ingår i släktet Macropus och familjen kängurudjur. IUCN kategoriserar arten globalt som livskraftig. Inga underarter finns listade.
Pungdjuret förekommer i östra Australien från södra delen av Kap Yorkhalvön till norra New South Wales. Habitatet utgörs av skogar med tät undervegetation. Individerna bildar grupper med upp till 20 medlemmar.